# Mont Tianmen
Pour les articles homonymes, voir Tianmen (homonymie).
Le mont Tianmen (chinois simplifié : 天门山 ; chinois traditionnel : 天門山 ; pinyin : Tiānmén Shān ; litt. « montagne de la Porte du Ciel ») est une montagne du parc national du Mont Tianmen à Zhangjiajie, dans le Nord-Ouest de la province du Hunan en Chine,,.
Un téléphérique a été construit par l'entreprise française Poma entre la proche station de chemin de fer de Zhangjiajie et le sommet de la montagne. Le téléphérique du mont Tianmen est réputé dans les guides touristiques comme le « plus long téléphérique de haute-montagne pour passagers du monde », avec 98 cabines et une longueur totale de 7 455 m et un dénivelé de 1 279 m. Le plus fort pourcentage de pente atteint 37 degrés. Les touristes peuvent alors parcourir des kilomètres de sentiers construits à même la falaise du haut de la montagne, parfois sur un sol de verre transparent. Une route de 11 km comprenant 99 virages permet également de rejoindre le sommet de la montagne jusqu'à l'entrée de l'ouverture de Tianmen, une arche naturelle dans la roche atteignant une hauteur de 131,5 m.
Un important temple bouddhiste se trouve également au sommet, accessible par un sentier ou un télésiège. Le temple originel date de la dynastie Tang. De nos jours, une construction plus récente dans le style de cette même dynastie Tang occupe le site.
Le 25 septembre 2011, Jeb Corliss se lança à travers l'arche de 30 m de large avec un wingsuit. Le vol démarra d'un hélicoptère à une altitude de 1 800 m, et se termina par un atterrissage sans problème à proximité d'un pont,.
Le Huffington Post cite en 2013 les escaliers de la Porte du Ciel parmi « les escaliers les plus extrêmes du monde ».

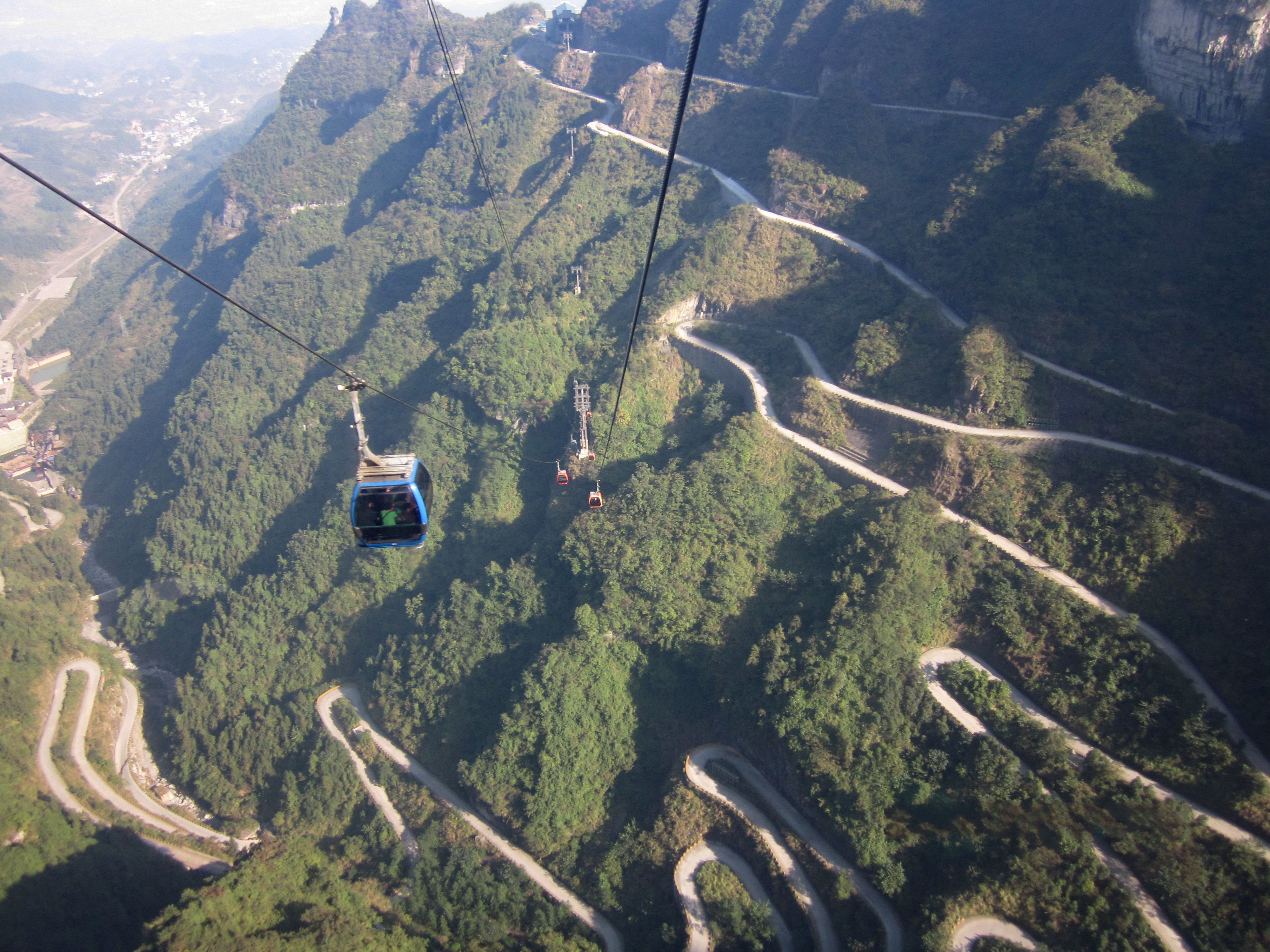
Vue de la « route vers le Ciel » depuis le téléphérique.
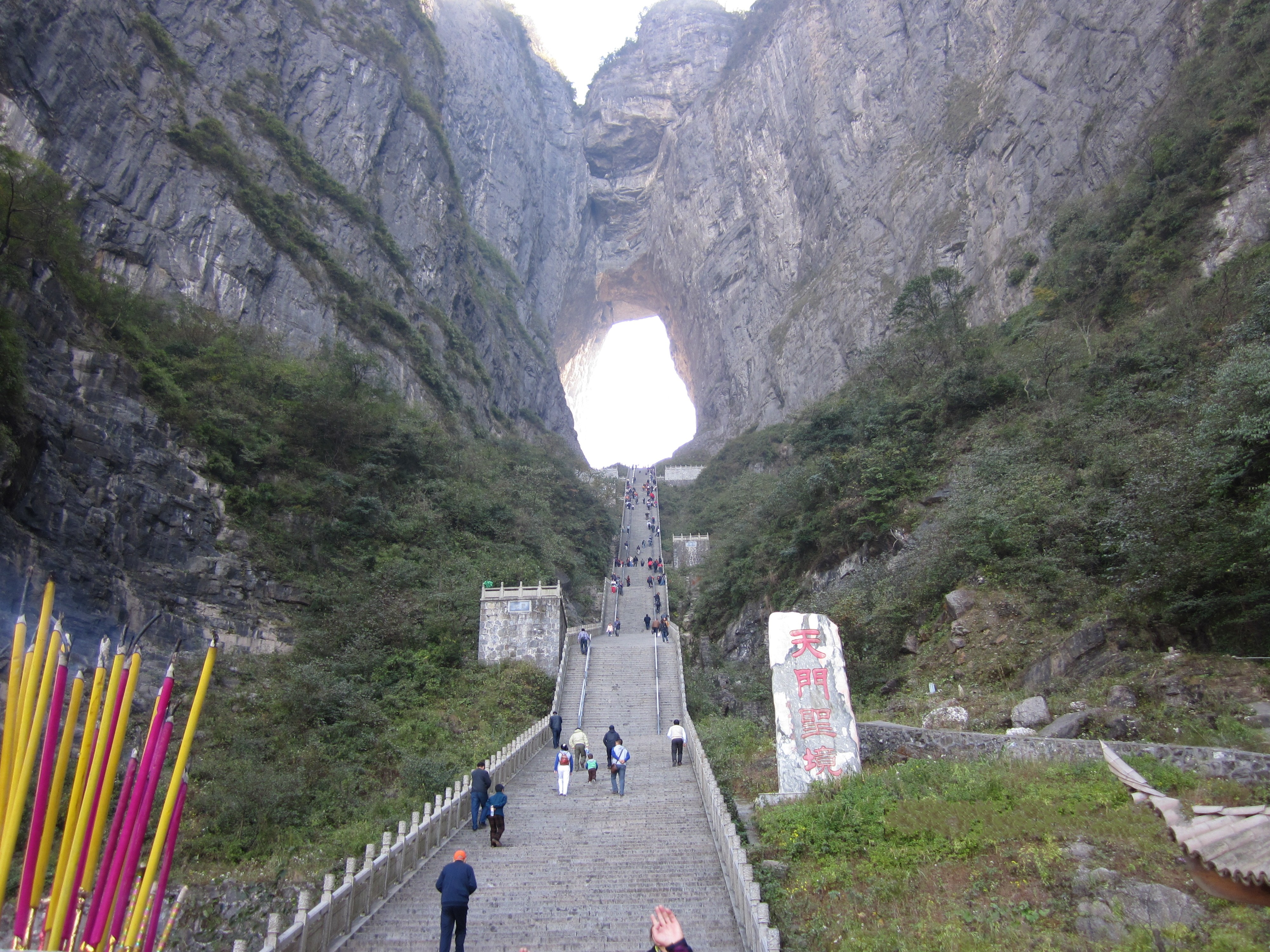
Vue de l'arche naturelle et de l'escalier qui y mène.
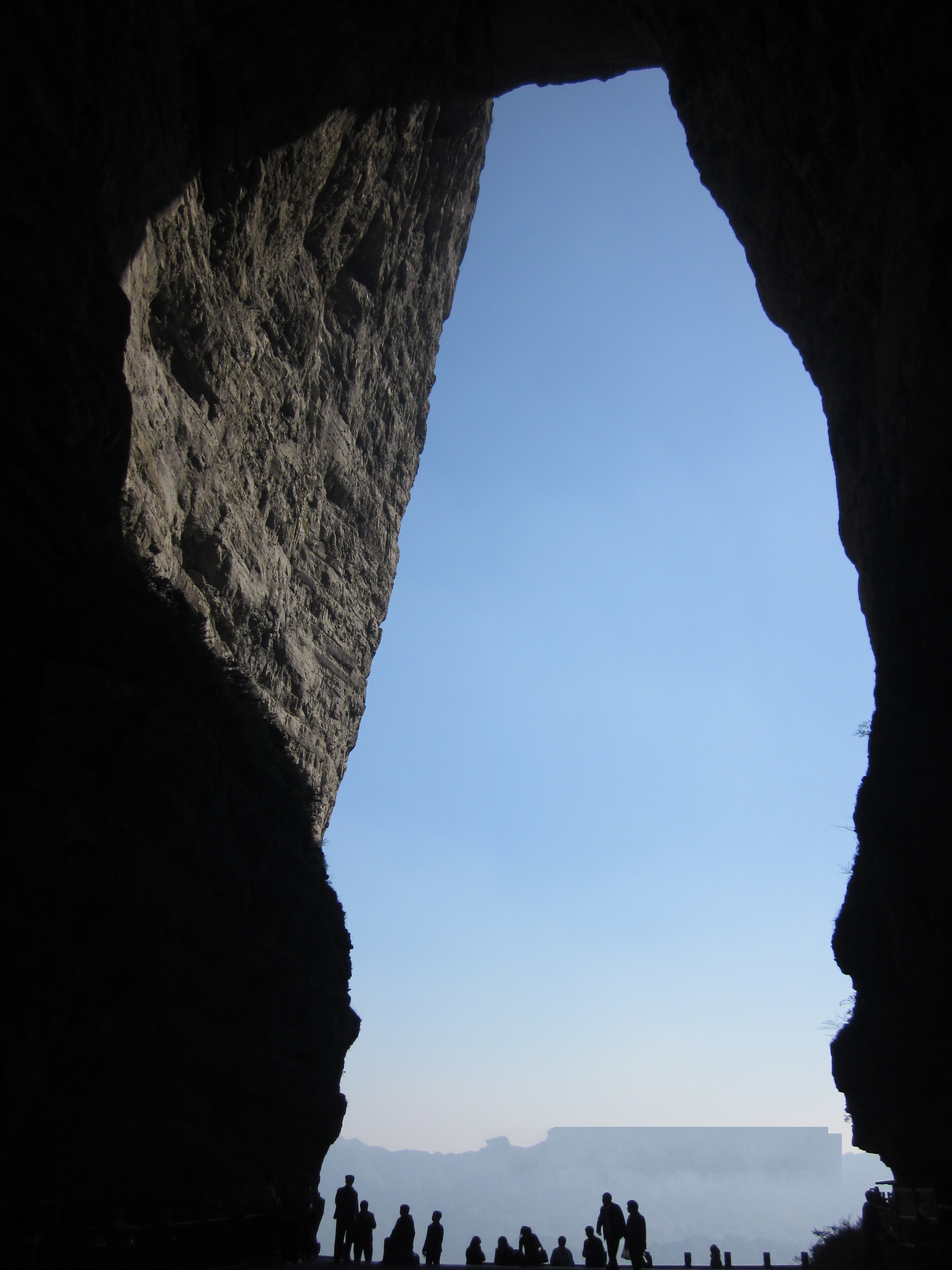
Vue sous l'arche.
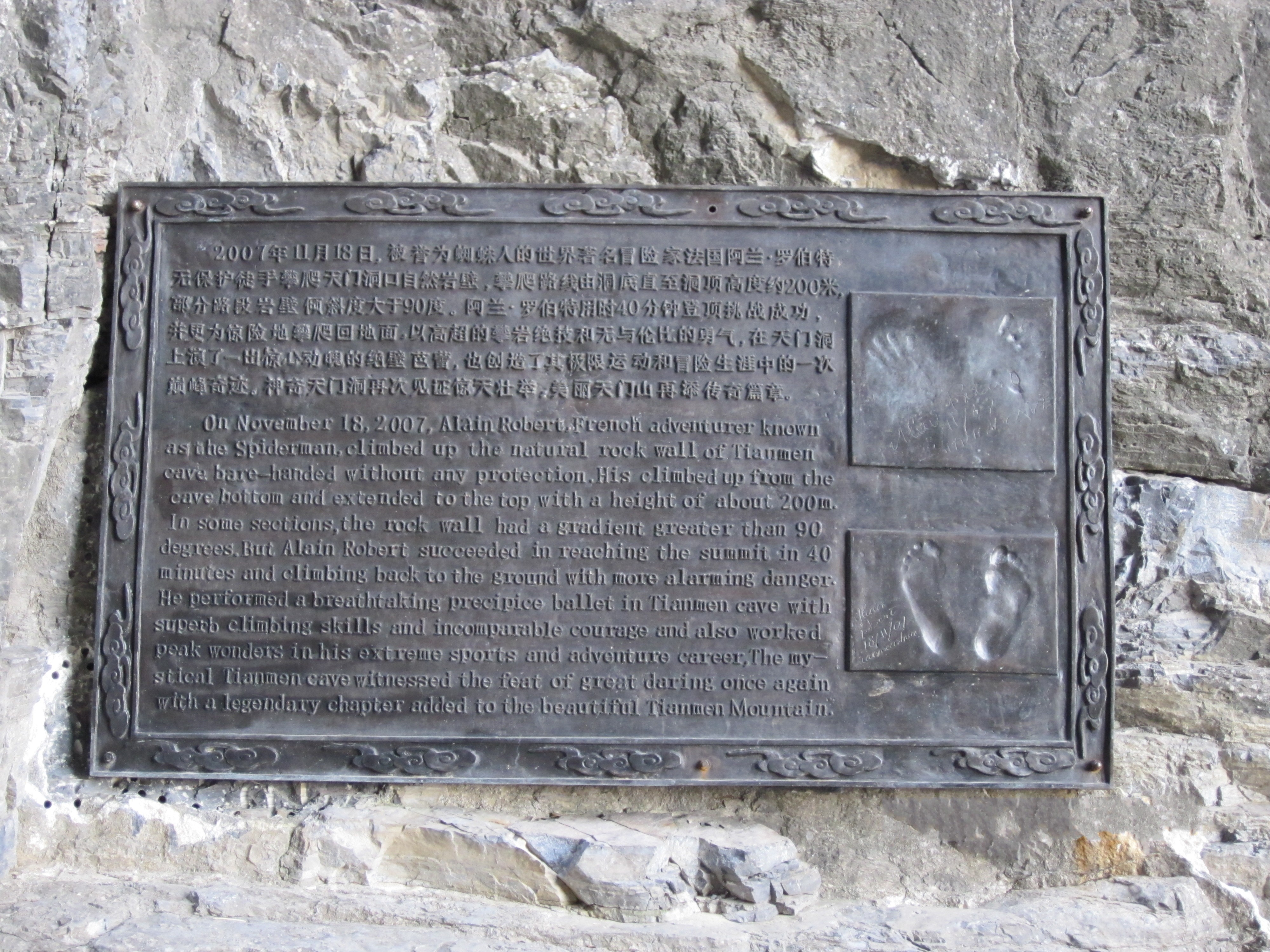
Plaque commémorant l'ascension du grimpeur français Alain Robert en 2007.
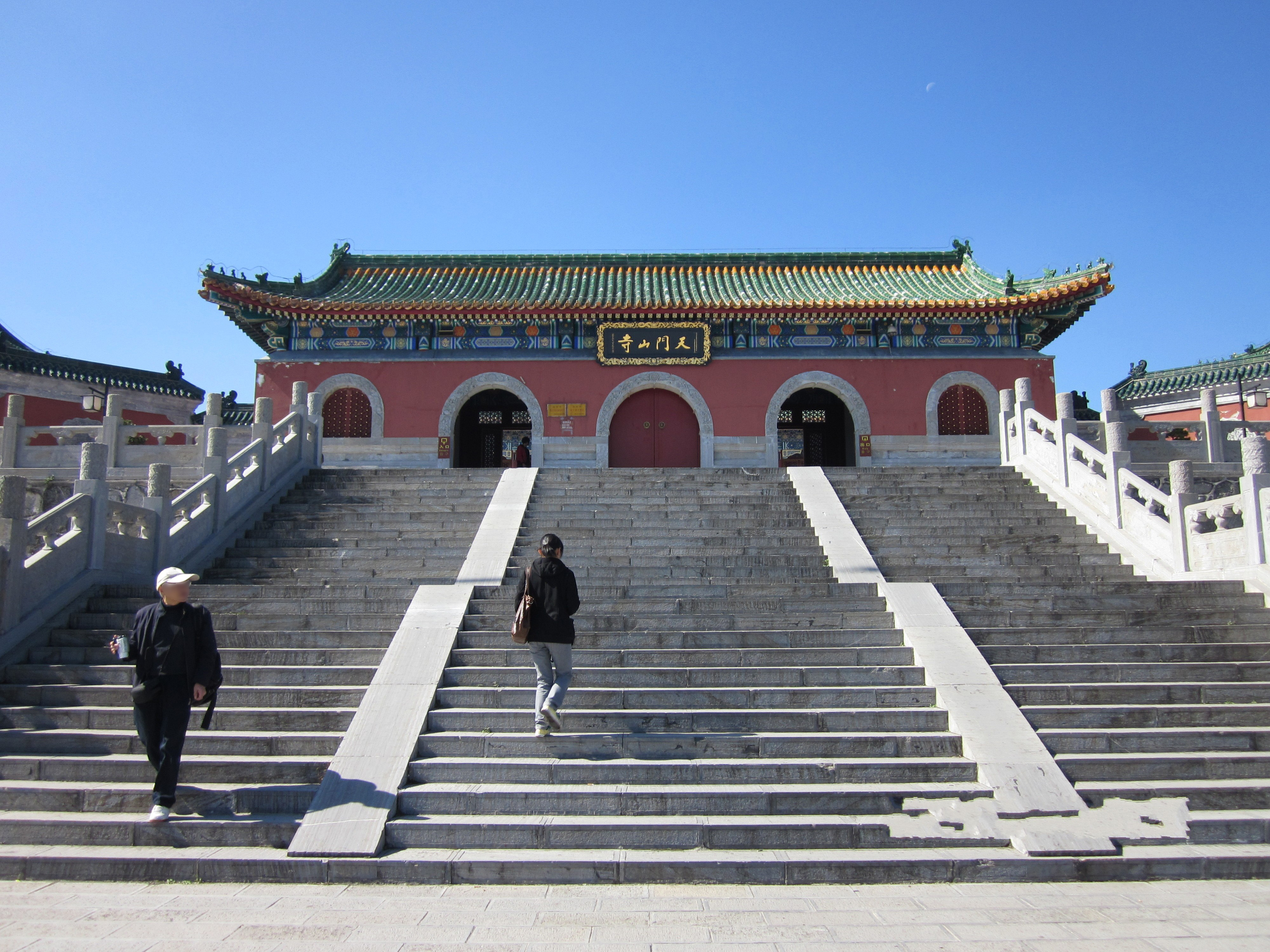
Temple de Tianmenshan (zh).
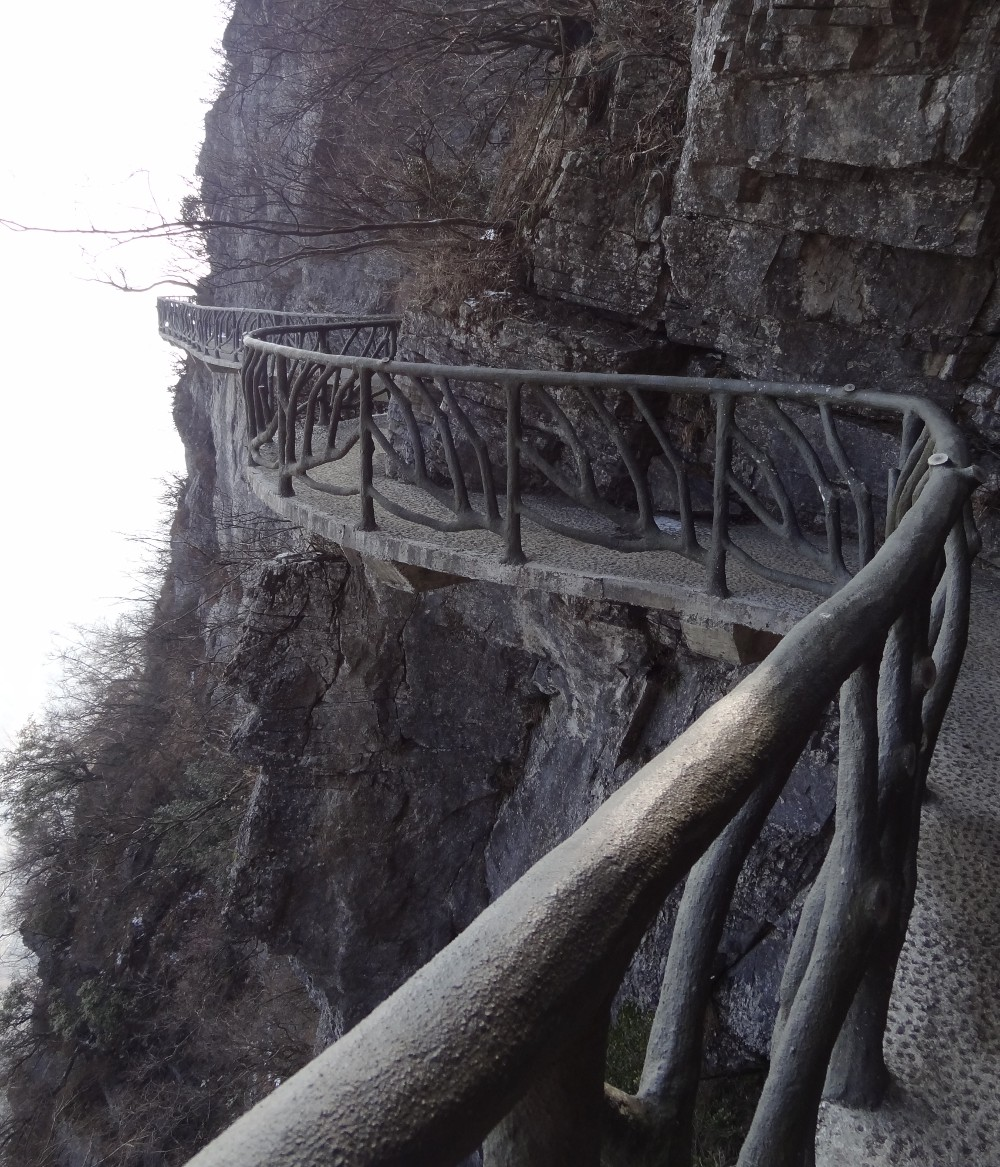
Le sentier entourant la falaise au sommet.